# Cyperus luzulae
El cabezoncillo, coquito o cortadera,
Cyperus luzulae es una especie de planta del género Cyperus. 

## Descripción
Planta perenne, cespitosa, con raíces fibrosas, rizomas de 3-10 mm de grueso, endurecidos; culmos triquetros a redondeados, (10) 20-50 cm de alto, lisos. Hojas con láminas en forma de V, hasta 40 cm de largo. Brácteas de la inflorescencia (3) 7-12, horizontales, hasta 50 cm de largo, rayos 3-10, hasta 4 cm de largo, capítulos glomerulados, densos, oblongos a piramidales, 10-16 mm de largo y 8-12 mm de ancho; espiguillas 50-100, ovadas, planas, 1.5-4.5 mm de largo y 1-2.2 mm de ancho, blanquecinas, raquilla persistente; escamas 6-18, ovado-lanceoladas, 1-1.5 mm de largo y 0.6-0.8 mm de ancho, 3-nervias en la parte media, caducas; estambre 1, antera 0.5-0.7 mm de largo; estigmas 3. Fruto trígono, angostamente elipsoide, de 1 mm de largo y 0.2-0.3 mm de ancho, con rostro 0.1-0.2 mm de largo, finamente reticulado, café.

## Distribución y hábitat
Especie común, se encuentra en suelos alterados soleados, sitios muy húmedos en pastizales, en todo el país; 0-800 m; fl y fr todo el año; desde el sur de México al sur de Brasil y Puerto Rico. Está reportada para Venezuela en todos los estados excepto en Distrito Capital y los estados Aragua, Falcón, Mérida y Trujillo.

## Taxonomía
Cyperus luzulae fue descrita por (L.) Rottb. ex Retz. y publicado en Observationes Botanicae 4: 11. 1786.
Etimología
Cyperus: nombre genérico que deriva del griego y que significa ‘junco’.
luzulae: epíteto
Sinonimia
- Cyperus bangianus Gand.
- Cyperus conoideus Rich.
- Cyperus globuliferus Link
- Cyperus globulosus Aubl.
- Cyperus glomuliferus Schrad. ex Schult.
- Cyperus guatemalensis Gand.
- Cyperus hostmannii Steud.
- Cyperus polycephalus Lam.
- Cyperus pseudosurinamensis Boeckeler
- Cyperus sphaerostachys Link
- Cyperus trinitatis Steud.
- Eucyperus luzulae (L.) Rikli
- Kyllinga polycephala (Lam.) Link
- Kyllinga scirpina Rchb. ex Steud.
- Mariscus parviflorus Nees
- Mariscus polycephalus (Lam.) Link
- Scirpus elegans Salisb.
- Scirpus luzulae L.[5][6]